# Zoo de Zurich

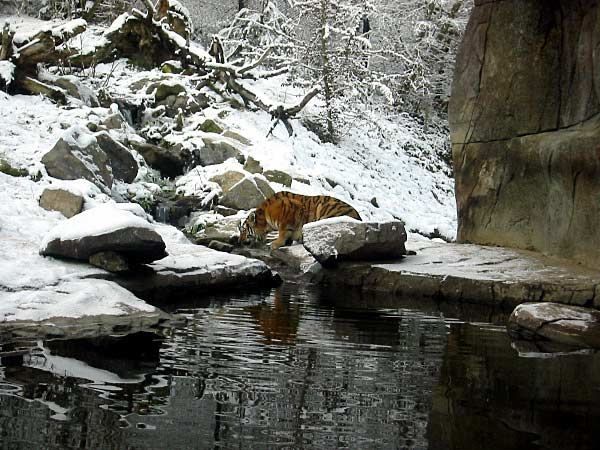
Tigre de Sibérie (Panthera tigris altaica) dans un enclos d'immersion dans le paysage au Zoo de Zurich, en Suisse.

Le Zoo de Zurich est un parc zoologique suisse situé dans le quartier de Fluntern du 7e arrondissement de Zurich. Fondé en 1929, sur le Zürichberg, à 640 mètres d'altitude, il s'étend sur 28 hectares il est le deuxième zoo le plus vieux du pays (après celui de Bâle). En 2014, il a été fréquenté par 1,4 million de visiteurs, ce qui en fait le deuxième zoo le plus visité de Suisse, après le Zoo de Bâle.
Le zoo de Zurich est une société anonyme à but non lucratif, 75 % des parts sont réparties entre 5 000 actionnaires, tandis que la ville de Zurich et le canton de Zurich possèdent chacun 12,5 %.

## Historique
Sous la direction du Docteur Heine Hediger (1954-1973), le zoo de Zurich s'est imposé comme un modèle en ce qui concerne la biologie appliquée aux espaces zoologiques.
Ses programmes de gestion et d'enrichissement servent d'exemples pour de nombreux autres parcs. En ce début de XXIe siècle, le zoo de Zurich se concentre sur The World Zoo Conservation Strategy (stratégie mondiale de conservation dans les zoos). Il favorise également les programmes d'éducation du public et soutient des efforts de conservation in situ. Un grand projet de rénovations et d'agrandissements a été initié dès 1992. Il organise le développement du parc sur une période allant jusqu'en 2030.
Tout ceci entraîne la création de zones géographiques recréées comportant des installations qui sont des reconstitutions des milieux originels. Ces zones sont elles-mêmes divisées en zones climatiques. Le zoo de Zurich tient à se concentrer particulièrement sur les continents sud-américain, asiatique et africain. Ainsi, de modernes grandes installations remplacent peu à peu les anciennes structures.
En juin 2014 ouvre l'Elephantpark. Cette installation destinée aux éléphants d'Asie est un vaste parc d'un hectare comprenant un immense bâtiment de 5 400 m2. L'ancien parc des éléphants a été transformé en espace destiné aux animaux des plaines de Mongolie inauguré au printemps 2015.
La maison actuelle des rhinocéros et ses alentours est en cours d'aménagement en vue d'un futur espace australien pour 2018. Des koalas notamment y évolueraient, une première suisse.

## Installations et faune présentée

### Serre Masoala
La serre Masoala a été inaugurée en 2006 et est une reconstitution de la forêt tropicale malgache du même nom. Le zoo de Zurich est impliqué dans la conservation de celle-ci et travaille en étroite relation avec le parc national de Masoala à Madagascar. Cette serre, d'une superficie de 10 856 m2 est la troisième d'Europe dans un zoo après la serre du zoo de Leipzig et du Burgers' zoo aux Pays-Bas. Mais, elle est la plus grande ne représentant qu'un seul écosystème. Sa hauteur va jusqu'à 30 mètres. Elle compte de nombreuses espèces de reptiles, quelques mammifères comme des lémuriens et beaucoup d'oiseaux exotiques qui évoluent en parfaite liberté. Des tortues géantes d'Aldabra vivent également dans un enclos dans la serre.

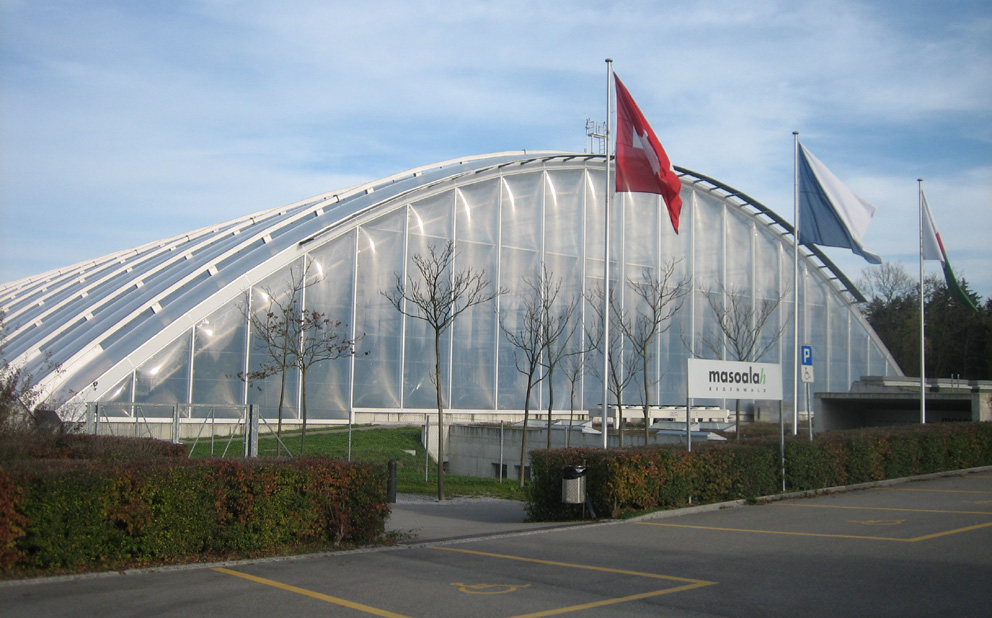
La serre vue de l'extérieur.

### Parc d'éléphant Kaeng Krachan
Le parc des éléphants Kaeng Krachen, du nom du parc national thaïlandais, a ouvert en 2014. En partie couvert par un pavillon dont la superficie du toit est de 6 800 m2, le parc permet d'y observer 8 éléphants d’Asie sur une surface 6 fois plus grande que l'ancienne. Une autre particularité du parc et que l'on peut observer les éléphants nager à travers une vitre donnant sur un des bassins. Une dizaine d'autres espèces animales cohabite avec les éléphants tel que le rouloul l'antilope cervicapre ou l'étourneau de Rothschild,. Le zoo de Zurich en collaboration avec la Wildlife Conservation Society aide le Parc national de Kaeng Krachan, notamment en soutenant les garde-chasse financièrement et en informant la population grâce à centre d'information construit sur place.

## Fréquentation
En 2014, il a été fréquenté par 1,422 million de visiteurs, ce qui en fait l'un des deux zoos suisses les plus visités, avec le Zoo de Bâle.